# Thylane Blondeau
Thylane Léna-Rose Blondeau (Ais de Provença, 5 d'abril de 2001) és una model i actriu francesa. És la primera filla de Véronika Loubry i Patrick Blondeau.

## Biografia
Thylane Blondeau és filla de l'expresentadora de televisió Veronika Loubry i de l'exfutbolista Patrick Blondeau.
A la primerenca edat de quatre anys, Thylane va començar la seva carrera de model. L'any 2005 desfila per Jean Paul Gaultier durant la Setmana de la Moda de París. Dos anys després, és catalogada com "la nena més bonica del món".
El 2010 és fotografiada per un suplement de la revista Vogue Paris. Aquesta fotografia va generar una certa controvèrsia, en considerar-se que Thylane era encara una nena petita, tot i que disfressada d'"adulta", fet que alguns relacionen amb hipersexualizació.
Al març del 2014 apareix a la portada de la revista Jalouse, com a musa de la marca Swildens Teen, per a la col·lecció primavera/estiu 2014. Al setembre de 2015, posa per a la revista Teen Vogue. Aquell mateix any llança una col·lecció de càpsules amb Eleven Paris. En col·laboració amb la marca, dissenya roba per a infants. Una part dels beneficis van ser per a l'associació Make-A-Wish.
Al desembre del 2015 apareix per primera vegada en una pel·lícula —Belle et Sébastien: L'aventure continue— en la qual obté un dels papers principals. Aquesta experiència li permet adquirir una notorietat més destable, que la du a pujar a desfilar al Palau de Festivals durant el Festival de Cinema de Cannes 2016, representant L'Oréal. Un mes després, se li otoga el diploma nacional de la universitat a Ais de Provença, que obté, tot i que sense menció.
Més tard apareix a la portada del número del març del 2016 de la revista L'Officiel. Ella és la musa de la campanya Pau l& Joe Sister, marca de Sophie Mechaly, per a la temporada de primavera/estiu 2016. Thylane forma part de les models "petites", mesura 1,67 m d'alçada.
El 2017 desfila per primera vegada per a la marca Dolce & Gabbana i es converteix en la musa de la seva nova campanya publicitària al costat d'altres "fills i filles" com Gabriel-Kane Lewis, Isabelle Adjani i Daniel Day-Lewis.

## Filmografia
- 2015: Belle et Sébastien : l'aventure continue de Christian Duguay: Gabrielle.
- 2017: Thylane (curtmetratge) de NP Novak:[16] ella mateixa.